# Luis Alberto Avilés
Luis Alberto Avilés (Buenos Aires, Argentina, 2 de julio de 1990) es un futbolista argentino que juega de defensor. Actualmente integra el plantel del Deportivo Español, de la Primera C.

## Biografía
Avilés comenzó a jugar en la calle, en Villa Caraza, barrio donde se crio. A los 7 años, un amigo de su padre lo vio jugar, y lo llevó a probarse a Defensores de Caraza. Luego pasó por Unión Progresista de Alsina, hasta llegar a Lanús, donde estuvo en la Novena División. Cuando llegó a El Porvenir, a los 15 años, también jugaba Futsal para Racing, pero decidió abandonar el fútbol reducido y dedicarse de lleno a la de 11.

## Clubes
| Club              | País      | Año           | PJ | Goles |
| ----------------- | --------- | ------------- | -- | ----- |
| Club El Porvenir  | Argentina | 2008-2012     | 38 | 1     |
| Deportivo Español | Argentina | 2012-presente | 22 | 0     |